# Всеросійський центр вивчення громадської думки
Всеросійський центр вивчення громадської думки (рос. ВЦИОМ), до 1992 року називався «Всесоюзний центр вивчення громадської думки» — російська дослідницька інституція, яка регулярно проводить прикладні соціологічні та маркетингові дослідження на основі масових опитувань суспільної думки.
Створений у 1987 році спільною постановою ВЦРПС та Держкомітету по праці СРСР.
Директори
- (1987–1992) — академік АН СРСР Тетяна Заславська (нар. 1927).
- (1992–2003) — Юрій Левада (1930–2006)
- (з 2003) — Валерій Федоров (нар. 1974)

Найбільш відомі наукові співробітники
Борис Грушин
Лев Гудков
Борис Дубін